# Nepal 1-3
|  | Denne artikel er oprettet af botten PalnaBot ud fra en ekstern database. Den kan derfor have sproglige fejl eller mangler. Denne skabelon kan fjernes efter kontrol af indholdet. |

Nepal 1-3 er en dokumentarfilm instrueret af Dorte Laumann efter manuskript af Dorte Laumann, Claus Flygare.

## Handling
Filmen består af tre dele, som hver indeholder en selvstændig historie, der kan ses uafhængig af de andre. De tager alle udgangspunkt i den årlige drageopsætning, hvor man konkurrerer om at kappe de andres snore over, og bygger på den myte, at de drager, der falder til jorden, kan drille eller opfylde ønsker alt efter temperament. »Pigen i bjergene«: Sir Kumari er træt af at hente vand, og en drage, der sidder fast i et træ, opfylder hendes ønske ved at udtørre landsbyens brønd. Landsbyen kan kun få vand igen, hvis Sir Kumari skaffer dragen en ny snor og igen sætter den til vejrs. »Byen ved hængebroen«: Najaras bedstemor er syg, og en nedstyrtet drage lover at gøre bedstemor rask, hvis Najara vil reparere den og få den i luften. Det lykkes, og bedstemor får det bedre, men Najara er blevet klogere på døden.